# 童英
童英（？—？），福建建宁府崇安县人，明朝政治人物。
洪武二十三年，福建庚午科鄉試中舉。洪武二十七年（1394年）甲戌科進士，授博平县知县。